# Niniola
Niniola Apata (Lagos, 15 de dezembro de 1986), conhecida profissionalmente como Niniola, é uma cantora e compositora nigeriana. Ela participou da sexta temporada do Project Fame West Africa em 2013. Depois de lançar seu single de estreia "Ibadi", ela foi indicada para o prêmio de Most Promising Act to Watch no Nigeria Entertainment Awards de 2015.

## Início da vida
Niniola Apata nasceu na família do Rt. Brigadeiro-General Simeon Olaosebikan Apata e da Sra. Margaret Apata em 15 de dezembro de 1986 e foi criada no estado de Lagos, Nigéria. Ela é a irmã mais velha direta de Teni.

## Educação
Niniola iniciou sua educação, tanto no ensino fundamental quanto no médio, na Apata Memorial High School, e obteve um certificado de bacharel em educação pela Universidade de Lagos. Ela vem de uma família polígama, onde foi a sexta de dez filhos, criada por três mães e um pai que foi morto em 1995.

## Carreira
Niniola participou de várias atividades sociais e competições enquanto frequentava o ensino médio. Ela terminou em terceiro lugar na sexta temporada do Project Fame West Africa. Durante a competição, ela fez uma apresentação ao vivo de "Limpopo" com Kcee e sua faixa "Itura", produzida por Cobhams Asuquo. Ela citou Dolly Parton, Whitney Houston, Celine Dion, The Cranberries, Madonna, Beyoncé e Angélique Kidjo como suas principais influências musicais.
Niniola lançou seu single de estreia "Ibadi" em 19 de março de 2014. Produzida por Sarz, a canção recebeu críticas positivas, liderou as paradas musicais nacionais e ganhou ampla veiculação nas rádios. Seus singles "Ibadi" e "Gbowode" foram incluídos na trilha sonora da segunda temporada de Gidi Up. O NotJustOk a incluiu em sua lista dos 15 artistas para ficar de olho em 2015. Niniola foi indicada na categoria de Most Promising Act to Watch no Nigeria Entertainment Awards de 2015.
Niniola lançou o single "Maradona" produzido por Sarz em 2017. A música passou 13 semanas na parada Metro FM da África do Sul, mantendo a posição número 1 por 6 semanas. Niniola recebeu indicações no BET Awards e no SAMAs de 2018 por "Maradona". Em 2018, DJ Snake se uniu a Niniola e criou Maradona Riddim, um remix de seu hit lançado anteriormente, Maradona. Ela recebeu indicações do rapper canadense Drake e do produtor musical americano Timbaland.
Em 2019, elementos de "Maradona" foram sampleados em "Find Your Way Back", uma música da trilha sonora de Beyoncé, The Lion King: The Gift. Niniola também é creditada como uma das compositoras e compositoras da faixa.
Em abril de 2020, ela recebeu seu certificado de indicação ao Grammy por seu trabalho como compositora em The Lion King: The Gift.
Em junho de 2021, ela recebeu seu certificado de segunda indicação ao Grammy por seu trabalho como compositora em The Lion King: The Gift. No mesmo mês, Niniola foi introduzida na turma de 2021 da Grammy Recording Academy.
Em julho de 2021, o single de Niniola, "Maradona", foi certificado como ouro na África do Sul pela Recording Industry of South Africa (RISA).
Em janeiro de 2023, o single de Niniola, "Maradona", foi certificado como Platina na África do Sul pela Recording Industry of South Africa (RISA).

## Arte
Em 2018, o estilo musical de Niniola foi descrito de acordo com a BET como "uma mistura de afrobeats e house music". Embora mais tarde, em 2020, seu estilo musical característico incluiu Amapiano se tornando a primeira nigeriana a lançar uma música com tambores de madeira amapianos. Em 2022, algumas fontes também categorizariam seu som como "afropiano", um estilo de música de fusão que combina afrobeats e amapiano. Durante uma entrevista com Gbolahan Adeyemi da NGWide em 2015, Niniola expressou seu gosto por cantar em iorubá, citando que isso realça a beleza da apresentação da música.

## Vida pessoal
Niniola é a irmã mais velha da cantora Teniola.

## Discografia

### Álbuns e EPs colaborativos
- This is Me (2017)[39][40]
- Colours and Sounds (2020)[41]
- 6th Heaven (EP) (2021)[42]
- Lagos to Jozi (EP) (2021)[43]
- Press Play (2024)[44]

## Prêmios e indicações selecionados
| Ano  | Premiação                                 | Prêmio                                                     | Resultado | Ref.          |
| ---- | ----------------------------------------- | ---------------------------------------------------------- | --------- | ------------- |
| 2015 | Nigeria Entertainment Awards              | Most Promising Act to Watch                                | Indicado  | [ 45 ]        |
| 2015 | Nigerian Achievers Award                  | Best Promising Female Artist of The Year                   | Indicado  | [ 46 ]        |
| 2015 | Lagos Fashion Awards                      | Most Fashionable Fast Rising Music Star Of The Year Female | Indicado  | [ 47 ]        |
| 2015 | Scream Awards                             | Best New Act Female                                        | Indicado  | [ 48 ]        |
| 2015 | City People Entertainment Awards          | Most Promising Act of the Year (Female)                    | Indicado  | [ 49 ]        |
| 2016 | ACI Awards                                | New Artist Of The Year                                     | Indicado  | [ 50 ]        |
| 2016 | Nigeria Entertainment Awards              | Best New Act                                               | Indicado  | [ 51 ]        |
| 2016 | All Africa Music Awards                   | Best Female Artiste in West Africa                         | Indicado  | [ 52 ]        |
| 2016 | All Africa Music Awards                   | Best Artiste/Duo/Group In African RnB & Soul               | Indicado  | [ 53 ]        |
| 2016 | All Africa Music Awards                   | Songwriter of the Year In Africa for "Mbilo Mbilo" (Remix) | Indicado  | [ 53 ]        |
| 2016 | All Africa Music Awards                   | Best African Collaboration for "Mbilo Mbilo" (Remix)       | Venceu    | [ 54 ]        |
| 2016 | Nigerian Music Video Awards               | Best RnB Video for "Akara Oyibo"                           | Indicado  | [ 55 ]        |
| 2016 | ELOY Awards                               | Upcoming Female Music Artist                               | Indicado  | [ 56 ]        |
| 2016 | Soundcity MVP Awards Festival             | Best Collaboration for "Mbilo Mbilo" (Remix)               | Indicado  | [ 57 ]        |
| 2016 | Soundcity MVP Awards Festival             | Best New Artiste                                           | Indicado  | [ 58 ]        |
| 2016 | Top Naija Music Award                     | Artiste of the Year                                        | Indicado  | [ 59 ] [ 60 ] |
| 2017 | Nigeria Entertainment Awards              | Best Afropop Female Artiste                                | Indicado  | [ 61 ]        |
| 2017 | AFRIMMA                                   | Best Newcomer                                              | Indicado  | [ 62 ]        |
| 2017 | City People Entertainment Awards          | Music Artiste Of The Year Female                           | Indicado  | [ 63 ]        |
| 2017 | Nigerian Teens Choice Awards              | Choice Female Vocalist of the Year                         | Venceu    | [ 64 ]        |
| 2017 | All Africa Music Awards                   | Best Artiste African Electro                               | Indicado  | [ 65 ]        |
| 2017 | Soundcity MVP Awards Festival             | Best Female MVP                                            | Indicado  | [ 66 ]        |
| 2017 | Soundcity MVP Awards Festival             | Best Pop                                                   | Indicado  | [ 66 ]        |
| 2017 | Soundcity MVP Awards Festival             | Listener's Choice                                          | Indicado  | [ 66 ]        |
| 2018 | Maya Awards (Africa)                      | Youth Artiste of The Year                                  | Venceu    | [ 67 ]        |
| 2018 | Glazia Awards                             | Glazia Persons of The Year                                 | Venceu    | [ 68 ]        |
| 2018 | The Headies                               | Best R&B/Pop Album                                         | Indicado  | [ 69 ]        |
| 2018 | The Headies                               | Best Vocal Performance (Female)                            | Indicado  | [ 69 ]        |
| 2018 | The Headies                               | Hip Hop World Revelation of the Year                       | Indicado  | [ 69 ]        |
| 2018 | South African Music Awards                | Best African Artist Album                                  | Indicado  | [ 70 ]        |
| 2018 | BET Awards                                | Viewers Choice Best New International Act                  | Indicado  | [ 71 ]        |
| 2018 | IARA Awards                               | Best International Female Artist                           | Indicado  | [ 72 ]        |
| 2018 | Ghana-Naija Showbiz Awards                | Best Female Act                                            | Venceu    | [ 73 ]        |
| 2018 | Nigeria Entertainment Awards              | Afropop Female Artist                                      | Indicado  | [ 74 ]        |
| 2018 | The Future Awards                         | The Future Awards Africa Prize in Music                    | Indicado  | [ 75 ]        |
| 2018 | Soundcity MVP Awards Festival             | Viewer's Choice                                            | Indicado  | [ 76 ]        |
| 2018 | Soundcity MVP Awards Festival             | Best Female MVP                                            | Indicado  | [ 76 ]        |
| 2019 | African Music Magazine Awards             | Best Female West Africa                                    | Indicado  | [ 77 ]        |
| 2019 | All Africa Music Awards                   | Best Female West Africa                                    | Indicado  | [ 78 ]        |
| 2019 | All Africa Music Awards                   | Best Artiste,Duo or Group in African Electro               | Indicado  | [ 78 ]        |
| 2019 | All Africa Music Awards                   | Best African Dance or Choreography                         | Indicado  | [ 78 ]        |
| 2021 | MTV AFRICA MUSIC AWARDS (MAMAs)           | Best Lockdown Performance - "Alone Together"               | Indicado  | [ 79 ]        |
| 2021 | The Headies                               | Best Vocal Performance (Female)                            | Venceu    | [ 80 ]        |
| 2021 | All Africa Music Awards                   | Best Female Artist in Western Africa                       | Indicado  | [ 81 ]        |
| 2021 | All Africa Music Awards                   | Best Artist, Duo or Group In African Electro - "Addicted"  | Indicado  | [ 81 ]        |
| 2021 | African Entertainment Awards USA (AEAUSA) | Best Female Artist                                         | Indicado  | [ 82 ]        |
| 2022 | The Headies                               | Best Vocal Performance (Female) "6th Heaven"               | Indicado  | [ 83 ]        |
| 2022 | The Headies                               | Best R&B Single "Promise"                                  | Indicado  | [ 83 ]        |
| 2022 | The Headies                               | Best Female Artiste                                        | Indicado  | [ 83 ]        |